# Sven Otto Birkeland
Sven Otto Birkeland (Kristiansand, 10 febbraio 1948) è un ex calciatore norvegese, di ruolo attaccante.

## Biografia
È il padre di Bernt Christian Birkeland, anch'egli calciatore.

## Carriera

### Club
Birkeland vestì la maglia del Vigør, prima di passare al Lyn Oslo. Con questa squadra, giocò 67 partite di campionato e mise a referto 14 marcature. Si trasferì poi allo Start, dove vinse un campionato (1978).

### Nazionale
Conta 5 presenze e una rete per la Norvegia. Esordì il 3 novembre 1967, trovando anche la via del gol nella vittoria per 3-1 contro la Svezia.

## Palmarès

### Club

#### Competizioni nazionali
- Campionato norvegese: 1

Start: 1978